# Edith Layard Stephens
Edith Layard Stephens, née le 6 décembre 1884 et morte le 2 mars 1966, est une botaniste et une mycologue sud-africaine, dont les ouvrages font autorité sur les algues et les champignons, en particulier les champignons comestibles et vénéneux,.

## Formation
Edith Layard Stephens est née en 1884 dans la ville du Cap en Afrique du Sud ; son père, Michael Stephens, est l'un des directeurs du réseau des chemins de fer du Cap. Elle fait ses études au South African College, qui devint plus tard l'Université du Cap, obtient son baccalauréat universitaire ès lettres (Bachelor of Arts). Elle se spécialise en botanique, obtient en 1907 la médaille d'or pour la science, ainsi qu'une bourse d'études qui lui permet de continuer ses études à l'Université de Cambridge,.

## Carrière
Elle publie en 1908 « Une note préliminaire sur l'embryon de-sac et l'embryon de certains Penaeaceae » dans les Annals of Botany , article basé sur des recherches commencées en Afrique du Sud. Elle n'obtient pas de titre universitaire à Cambridge, cette université ne délivrant pas à cette époque de diplôme aux étudiantes féminines. Elle est élue membre de la Société Linnéenne de Londres en 1911.
Stephens retourne en Afrique du Sud en 1911. Au premier semestre 1913, elle est maître de conférences vacataire en botanique au South African College, puis succède à W. T. Saxton en tant que maître de conférences en botanique. Elle reste au département de botanique lorsque le collège devient l'université du Cap en 1918, jusqu'à sa retraite en 1940. En 1952, elle est nommée lectrice honoraire en taxonomie végétale à l'Herbier Bolus en 1952. Elle mène des études sur les algues d'eau douce et les champignons, puis en systématique botanique (cryptogame), et s’intéresse également à la famille des Penaeaceae, jusqu'à sa mort au Cap en 1966,.
Elle a été membre de plusieurs sociétés savantes et académies sud-africaines : en 1917 elle est élue membre de la South African Association for the Advancement of Science et de la Royal Society of South Africa ; en 1922, elle est l'un des trois fondateurs du Cape Natural History Club, dont elle est la présidente (elle est l'éditrice de la revue du club, The Cape Naturalist, de 1934 à 1939) ; elle faisait partie également de la South African Biological Society et de la Limnological Society of South Africa.

## Honneurs
La Fondation du Tricentenaire du Cap (Cape Tercentenary Foundation) a récompensé en 1957 Edith Stephens pour sa contribution à la préservation de la faune et de la flore du Cap. Elle a utilisé cette subvention pour acheter une zone appelée Isoetes Vlei, qu'elle a ensuite offerte au Jardin botanique national, qui l'a dénommée Edith Stephens Cape Flats Flora Reserve.

## Publications
- Notes on the Aquatic Flora of South Africa, Le Cap, Université du Cap, 1924.
- « A new sundew, Drosera regia (Stephens), from the Cape Province », Transactions of the Royal Society of South Africa, 1925, vol. 13, no 4, p. 309-312 Lire en ligne.
- (en collaboration avec Robert Harold Compton, Robert Stephen Adamson, Paul Andries van der Byl et Margaret R Levyns)The Botanical Features of the South Western Cape Province [Les Caractéristiques botaniques du Sud-Ouest de la province du Cap], Le Cap, Specialty Press of S.A. Ltd., 1929.
- Some South African Edible Fungi [Champignons sud-africains comestibles], Le Cap, Longmans, Green and Co., 1953.
- Some South African Poisonous and Inedible Fungi [Champignons sud-africains toxiques et comestibles], Le Cap, Longmans, Green and Co., 1953.